# Andrea della Valle
Andrea della Valle (Roma, 29 de noviembre de 1463 - ib., 3 de agosto de 1534) fue un eclesiástico italiano. 
Hijo de Filippo della Valle, que fue médico personal de Alejandro VI, y nieto de Paolo della Valle, que lo fue de Alejandro V, Andrea fue nombrado canónigo de San Pedro en 1483, obispo de Crotone en 1492, sustituto del vicecanciller Ascanio Sforza en 1503-1505, secretario apostólico de Julio II al año siguiente y obispo de Mileto en 1508.
León X le creó cardenal presbítero de Santa Inés en Agonía en el consistorio de 1517, oficiando en distintos periodos de tiempo como administrador de Caiazzo, Gallipoli, Nicastro, Sulmona y Valva y Umbriatico. Fue archimandrita de Messina, arcipreste de Santa María la Mayor, cardenal elector en los cónclaves de 1521 y 1523 en que fueron elegidos papas Adriano VI y Clemente VII, Camarlengo del Colegio Cardenalicio en 1525, gobernador de Roma en 1529 durante la ausencia del papa, cardenal protector de los franciscanos y cardenal obispo de Albano y de Palestrina.
Fallecido en Roma a los 71 años, fue sepultado en la capilla familiar de la iglesia de Santa María de Aracoeli.